# Dr. TV (Perú)
Dr. TV es un programa de televisión peruano producido por Gisela Valcárcel y GV Producciones y transmitido por la cadena América Televisión, bajo licencia de Harpo Productions y Sony Pictures Television. El show es una versión peruana del programa estadounidense The Dr. Oz Show, y es presentado por el médico cirujano Tomás Borda. Se estrenó el 26 de marzo de 2012.

## Argumento
El programa es un talk show presentado por el médico-cirujano peruano Tomás Borda, quien presenta informes sobre la salud e interactúa con el público. En cada programa se tratan casos de enfermedades y se dan posibles soluciones para prevenirlas y curarlas. El programa cuenta con invitados, a los cuales se les entrevista y ellos cuentan la aflicción que padecen o padecieron. Además, diversos personajes del ámbito político y de los espectáculos asisten a una consulta televisada.

## Temporadas
| Temporada | Temporada | Episodios | Episodios | Emisión original      | Emisión original        |
| Temporada | Temporada | Episodios | Episodios | Primera emisión       | Última emisión          |
| --------- | --------- | --------- | --------- | --------------------- | ----------------------- |
|           | 1         | 200       | 200       | 26 de marzo de 2012   | 28 de diciembre de 2012 |
|           | 2         | 212       | 212       | 11 de marzo de 2013   | 31 de diciembre de 2013 |
|           | 3         | 230       | 230       | 10 de febrero de 2014 | 26 de diciembre de 2014 |
|           | 4         | 178       | 178       | 9 de marzo de 2015    | 25 de diciembre de 2015 |
|           | 5         | 180       | 180       | 21 de marzo de 2016   | 30 de diciembre de 2016 |

Fuente:

## Premios y nominaciones
| Año  | Premio                       | Categoría                    | Nominado | Resultado | Ref. |
| ---- | ---------------------------- | ---------------------------- | -------- | --------- | ---- |
| 2013 | Premios Luces de El Comercio | Mejor programa especializado | Dr. TV   | Ganador   |      |